# 乔治·贝蒂
乔治·贝蒂（英語：George Beattie，1877年5月28日—1953年4月6日），生于蒙特利尔，加拿大男子射击运动员。他曾代表加拿大参加1908年、1920年和1924年夏季奥林匹克运动会射击比赛，获得三枚银牌。